# Montes Kaimanawa
Os Montes Kaimanawa estão localizados na região central da ilha Norte da Nova Zelândia. Eles se estendem por 50 km em direção sudoeste/nordeste através duma região em grande parte desabitada ao sul do lago Taupo, a leste da "Desert Road".